# Regering-Onkelinx II
De regering-Onkelinx II (21 juni 1995 - 13 juli 1999) was een Franse Gemeenschapsregering, onder leiding van Laurette Onkelinx. De regering bestond uit de twee partijen: PS (35 zetels) en PSC (18 zetels). De regering volgde de regering-Onkelinx I op, na de verkiezingen van 21 mei 1995 en werd opgevolgd door de regering-Hasquin, die gevormd werd na de verkiezingen van 13 juni 1999.

## Beleid en maatregelen
De Franse gemeenschapsregering heeft tijdens deze legislatuur hard gewerkt aan de sanering van de financiën van de gemeenschap, die vooral leeft van een dotatie van het federale niveau. Laurette Onkelinx had daar in het begin van de regeerperiode een frontale confrontatie voor over met de leerkrachten, die woelige betogingen hielden in Namen, de hoofdstad van het Waalse Gewest Namen. Onkelinx heeft dit conflict onder controle gekregen.
Sinds 1995 had de Franse Gemeenschap zelf voor 12 miljard bespaard, terwijl het Waalse Gewest het patrimonium aan schoolgebouwen van de Franse Gemeenschap voor 50 miljard had overgenomen. Zo kon opnieuw worden geïnvesteerd in de jeugdsector en in de cultuur, evenals in de audiovisuele sector. De zwarte jaren van de Franse Gemeenschap leken op het einde van de legislatuur achter de rug, en Laurette Onkelinx kwam met eer uit deze oefening, evenals begrotingsminister Jean-Claude Van Cauwenberghe, die ook de kas beheerde van het Waalse Gewest.

### Onderwijs
- Nieuwe regeling voor het ziekteverzuim van leerkrachten en PMS-peroneel.[2]
- Fusie-operatie in het secundair onderwijs; Vanaf september 1996 werd de norm een school met 400 leerlingen (maar er zijn uitzonderingen, bijvoorbeeld voor scholen met veel migrantenjongeren). Deze norm werd bereikt door fusies of door afspraken tussen scholen over studie-onderdelen.
- Mogelijkheid voor oudere leerkrachten om vanaf 58 jaar uit te treden en leerkrachten vanaf 55 jaar kunnen deeltijds aan de slag. Deze maatregelen moesten ervoor zorgen dat jonge leerkrachten hun baan niet verloren.[3] Voor de Franse Gemeenschapsregering was dit een besparing, maar voor de federale regering een extra kost. Aangezien de leerkrachten eerder op pensioen konden, moest de federale regering ook eerder en langer pensioen uitbetalen.[4]
- Decreet dat inrichtende onderwijsmachten verplicht elk personeelslid preventief te schorsen dat wordt beschuldigd van pedofiele praktijken, zedendelicten of andere misdrijven op minderjarigen.[5]

## Samenstelling
De regering-Onkelinx II telde vier ministers: drie voor de PS en een voor de PSC.
| Ambtsbekleder | Ambtsbekleder | Ambtsbekleder                       | Functie en bevoegdheden       | Functie en bevoegdheden                                                       | Termijn                         | Partij |
| ------------- | ------------- | ----------------------------------- | ----------------------------- | ----------------------------------------------------------------------------- | ------------------------------- | ------ |
|               |               | Laurette Onkelinx (1958)            | Minister-president / Minister | Onderwijs, het Audiovisuele, Jeugdzorg, Kinderen en Gezondheidsbevordering    | 21 juni 1995 - 13 juli 1999     | PS     |
|               |               | Jean-Pierre Grafé (1932-2019)       | Minister                      | Hoger Onderwijs, Wetenschappelijk Onderzoek, Sport en Internationale Relaties | 21 juni 1995 - 11 december 1996 | PSC    |
|               |               | William Ancion (1941)               | Minister                      | Hoger Onderwijs, Wetenschappelijk Onderzoek, Sport en Internationale Relaties | 11 december 1996 - 13 juli 1999 | PSC    |
|               |               | Charles Picqué (1948)               | Minister                      | Cultuur en Voortgezet Onderwijs                                               | 21 juni 1995 - 13 juli 1999     | PS     |
|               |               | Jean-Claude Van Cauwenberghe (1944) | Minister                      | Begroting, Financiën en Ambtenarenzaken                                       | 21 juni 1995 - 13 juli 1999     | PS     |

### Herschikkingen
- Op 11 december 1996 wordt Jean-Pierre Grafé vervangen door William Ancion.

Moureaux I · 
Monfils · 
Moureaux II · 
Féaux · 
Anselme · 
Onkelinx I · 
Onkelinx II · 
Hasquin ·
Arena ·
Demotte I ·
Demotte II ·
Demotte III ·
Jeholet ·
Degryse